# Ghazel (poème)
Pour l’article homonyme, voir Ghazel (artiste).
Cet article possède des paronymes, voir Gazel, Gazelle, G@zelle et Bahr El Ghazel.
Ne doit pas être confondu avec Ghazal.
Le ghazel est un poème à forme fixe moderne, mis au point par le professeur Roger Galichet. À l'origine, c'est une poésie arabe à la disposition différente qui parle de femmes, de vin et de fleurs, où le nom du poète doit apparaître vers la fin.
C’est une forme de 12 vers. Ses deux quatrains encadrent un tercet et son dernier vers détaché (appelé « médaille ») reste solidaire du quatrain du dessus. Le tercet central est le pivot (l’axe de symétrie de l’ensemble) : ABBA-ABA-CDDC-D